# II велико народно събрание
Второто велико народно събрание на Княжество България заседава в град Свищов на 1 юли 1881 година. II ВНС е свикано след държавния преврат от 27 април същата година с цел да даде извънредни правомощия на княз Александър I.

## Избори
Изборите са насрочени с указ на княз Александър № 464 от 1 юни 1881 г. и се провеждат на 14 и 21 юни (27 юни и 4 юли – нов стил) същата година в условията на извънредно положение в цялата страна и при масиран натиск от правителството на генерал Казимир Ернрот в полза на княза. В деня на първия тур на изборите на много места, като Орхание, Кюстендил, Плевен, Габрово и Никопол, възникват безредици и сблъсъци между привърженици и противници на правителството, а в Оряхово се намесва армията и девет войници са ранени.
На първия тур всички избрани депутати са проправителствени. Провеждането на втория тур е отменено в най-крайно опозиционните райони – Плевенски окръг и Оряховска околия, където е въведено военно положение. На втория тур са избрани само четирима опозиционни депутати (Петко Каравелов, Петко Славейков, Драган Цанков и Михаил Сарафов), всички те кандидати в Търново, но и те не са допуснати до заседанията на парламента.

## Народни представители
Списъкът с присъстващите депутати не е уточнен. Не са водени или не са запазени дневници от Свищовското ВНС. Няма и съответна публикация в Държавен вестник с имената на избраните. Съществуват списъци в някои вестници, един от които е официозът "Български глас" (бр. 53 от 25 юни 1881 г.). Този списък обаче е непълен —  съдържа само 238 имена. Оставена е бележка за 11 липсващи имена, а за избраните четирима либерали от Търново нямало "официално потвърждение". 
Захари Стоянов в своя ненаименуван ръкопис, издаден по-късно под заглавието "Превратът", посочва 299 души без да споменава изрично имената на 42 турци. Там обаче съществуват някои неточности в избирателните околии и в имената на депутатите. В публикацията на "Български глас" всички турци носят своите пълни или съкратени имена. Остава неясно избраните на няколко места ― Н. Даскалов, К. Стоилов, М. Балабанов, Д. Греков, Ахмед Ефенди и др. от кой избирателен окръг са взели участие и дали са заместени от други лица от другите окръзи.
Като исторически факт може да се разглежда телеграмата на свищовския окръжен управител Джебаров до министъра на вътрешните работи, публикувана в Държавен вестник бр. 46 от 4 юли 1881 г. в която се казва: "Протоколът се подписа от 304 депутати."

## Заседание
На събранието присъстват 307 народни представители. За председател е избран бившия екзарх Антим I (В някои източници за председател на II ВНС е посочен Тодор Икономов). При абсолютното мнозинство на Консервативната партия на монарха с акламации и без гласуване са дадени пълномощия да управлява еднолично чрез укази в продължение на 7 години. В този период Търновската конституция е премахната. Единственото заседание на парламента продължава около половин час, включително тронното слово и заключителното изказване на княз Александър.

## Законопроекти
- Закон за пощите[7]
- Закон за телеграфите[8]
- Закон за настойничеството[9]
- Закон за събранията [10]
- Закон за преобразуване на десятъка в даждие от пари[11]
- Закон за административното деление територията на Княжеството[12]
- Закон за чиновниците[13]
- Закон за околийските и окръжните началници[14]
- Закон за общините и за градското управление[15]
- Закон за окръжните съвети[16]
- Закон за ветеринарните лекари при Министерството на вътрешните дела [17]
- Закон за определяне границите на околиите в Княжество България[18]
- Закон за публичните търгове[19]
- Закон за риболовството[20]
- Закон за печата[21]
- Закон за преустройството на съдилищата[22]
- Закон за българското поданство[23]
- Закон за полицията на шосетата[24]
- Закон за направата, поправката и поддръжката на държавните пътища[25]
- Закон за надзора и събиране на даждието[26]
- Закон за престъпни деяния против особата на Негово Височество Княза[27]
- Закон за устройството на Образцов чифлик – град Русе[28]
- Закон за столичното градоначалство[29]